# Балдовінешть (комуна)
Балдовінешть, Балдовінешті (рум. Baldovinești) — комуна у повіті Олт в Румунії. До складу комуни входять такі села (дані про населення за 2002 рік):
- Балдовінешть (641 особа)
- Губандру (149 осіб)
- П'єтріш (360 осіб)

Комуна розташована на відстані 162 км на захід від Бухареста, 25 км на захід від Слатіни, 19 км на схід від Крайови.

## Населення
За даними перепису населення 2002 року у комуні проживали 3432 особи, усі — румуни. Усі жителі комуни рідною мовою назвали румунську.
Склад населення комуни за віросповіданням:
| Релігія       | Кількість осіб | Відсоток |
| ------------- | -------------- | -------- |
| православні   | 3362           | 98,0%    |
| адвентисти    | 61             | 1,8%     |
| п'ятдесятники | 8              | 0,2%     |
| баптисти      | 1              | < 0,1%   |